# Onur Air

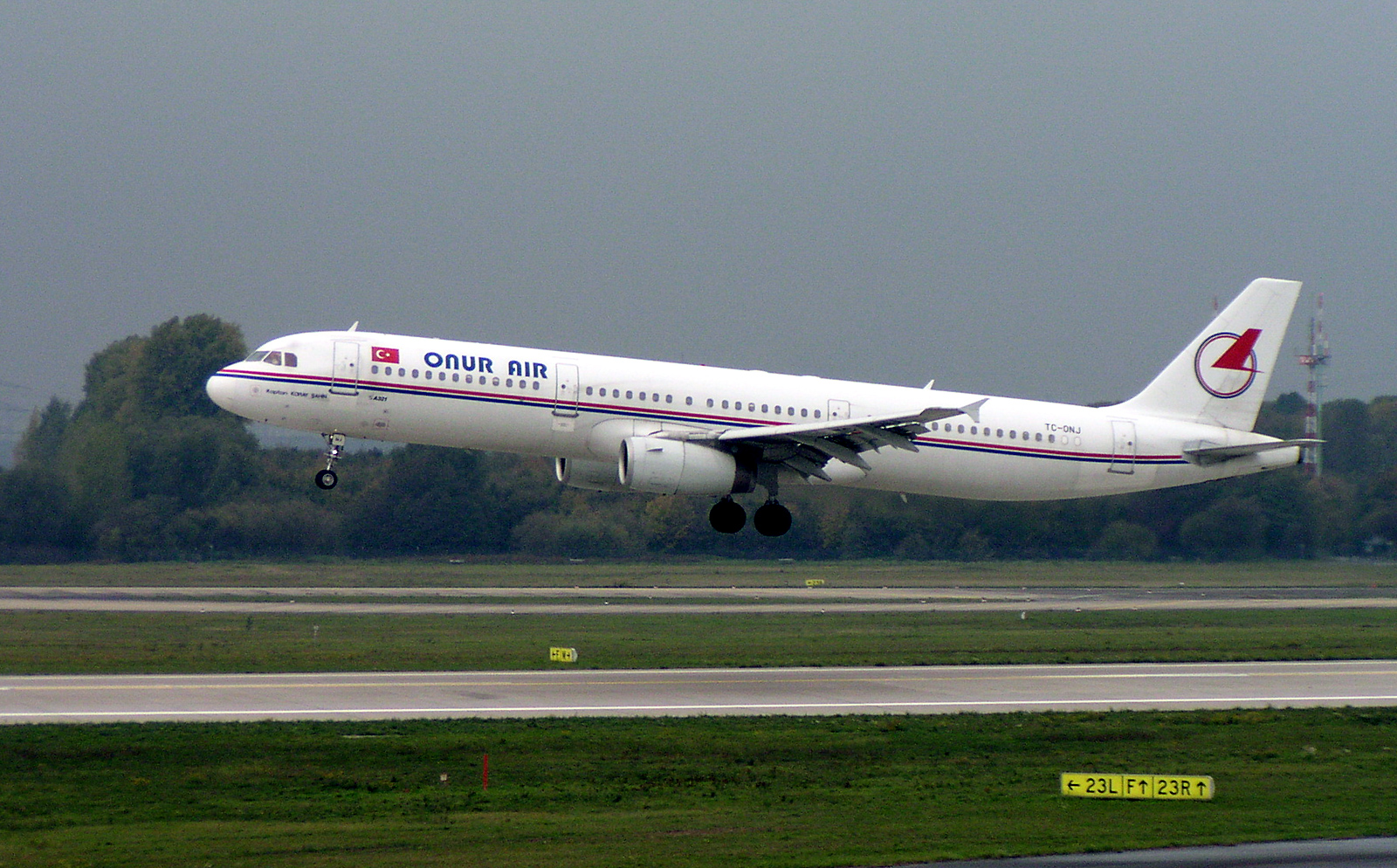
Een Onur Air Airbus A321 landt in Düsseldorf.

Onur Air (Onur Air Taşımacılık AŞ, Onur is Turks voor Eer) was een lagekostenluchtvaartmaatschappij die gestationeerd was in Istanboel in Turkije. De thuisbasis was Luchthaven Istanbul Atatürk (IST), Istanboel. In Nederland werd de naam Komfly gebruikt, in Turkije had het bedrijf de naam Onur Air gehouden. Sinds juni 2021 zijn alle vluchten gestaakt.

## Codes
- IATA Code: 8Q
- ICAO Code: OHY
- Callsign: Onur Air

## Vloot
De vloot van Onur Air, met een gemiddelde leeftijd van 18,6 jaar, bestond in maart 2017 uit de volgende toestellen:
| Airbus A320-200 | 7  | 0 | 180 | 180 |  |  |  |
| Airbus A321-100 | 2  | 0 | 210 | 210 |  |  |  |
| Airbus A321-200 | 5  | 0 | 220 | 220 |  |  |  |
| Airbus A330-200 | 8  | 0 | 250 | 250 |  |  |  |
| Airbus A330-300 | 1  | 0 | 358 | 358 |  |  |  |
| Totaal          | 23 | 0 |     |     |  |  |  |

## Geschiedenis
De maatschappij is opgericht in 1992 en begon zijn activiteiten op 14 mei 1992 met twee geleasete Airbus A320 toestellen. Onur Air vervoert jaarlijks 1,4 miljoen passagiers. Onur Air is eigendom van Cankut Bagona (33,3%), Hayri Içli (33,3%) en Unsal Tulbentci (33,3%).

## Problemen en ongelukken
Onur Air kwam meerdere malen in de publiciteit door kleine ongevallen en technische problemen met hun vloot.
- Op 17 juni 2003 schoot een McDonnell Douglas MD-88 van Onur Air, met vluchtnummer OHY 2263, op Groningen Airport Eelde over de startbaan nadat de start werd afgebroken. Alle 141 passagiers moesten via noodglijbanen het toestel verlaten. Het zwaar beschadigde vliegtuig (TC-ONP) werd gerepareerd en is nog een tijdje in dienst geweest.
- Op 20 juni 2003 kreeg een MD-88 van Onur Air (toestel TC-ONN) tijdens de landing op het vliegveld van Dortmund een klapband onder het hoofdlandingsgestel, waarna het vliegtuig in een onbestuurbare, slingerende situatie geraakte. Alle inzittenden kwamen met de schrik vrij.
- Op 10 mei 2005 kreeg een Airbus A300 van Onur Air problemen met het straalomkeersysteem op het vliegveld van Antalya.[2]
- In 2005 kreeg Onur Air een verbod om op te stijgen of te landen in Frankrijk, Nederland, Zwitserland en Duitsland omdat de maatschappij niet veilig genoeg zou zijn. De maatschappij ontkende alles, terwijl 40.000 passagiers op de grond bleven vanwege dit verbod. Nadat de maatschappij en de Nederlandse luchtvaartautoriteiten tot een overeenstemming waren gekomen werd het verbod opgeheven en kon Onur Air weer vliegen. Hoewel Onur Air het verbod heeft aangevochten, bleek dat er weliswaar procedurele fouten gemaakt waren, maar dat het verbod terecht was.[3]
- Op 18 juli 2006 raakte de staart van een Airbus A321 de grond van de baan op Rotterdam Airport gedurende de landing, wat leidde tot decompressie.
- Op 10 augustus 2006 was er een incident op een vlucht van Parijs naar Bodrum. Een raam in de cockpit werkte niet goed. Het vliegtuig vloog te laag gedurende meer dan twee uur en moest uitwijken naar Istanboel.
- Op 1 januari 2007 vond een incident plaats waarbij een vrachtdeur van een MD-88 openging. Dit leidde tot decompressie in de cabine. De bagage viel op de baan tijdens het landen op Luchthaven Istanbul Atatürk.
- Op 11 juni 2007 vond een incident plaats op Manchester Airport. Tijdens het klimmen naar de juiste hoogte viel bij een MD-83 met registratienummer TC-OAV een motor uit. Het vliegtuig kon veilig terug worden geleid naar Manchester. TC-OAV kon later zijn reis als vlucht OHY 0380 afmaken.
- Op 31 juli 2007 hadden 220 passagiers 26 uur vertraging op Cardiff International Airport omdat een Airbus A321 technische mankementen had opgelopen bij een van de motoren gedurende de aankomst op het vliegveld.
- Op 4 augustus 2007 werd een Airbus A300-605R van Onur Air, met registratienummer TC-OAO, op weg van Antalya naar Manchester, omgeleid naar Belgrado vanwege een technische fout.
- Op 7 september 2007 verloor een Airbus A321 cabinedruk tijdens een vlucht van Dalaman naar Birmingham, waarna het toestel een noodlanding moest maken op de luchthaven Istanbul Atatürk. Passagiers meldden bovendien dat er rook uit de linkermotor kwam tijdens de landing in Istanboel.
- Op 1 mei 2008 moest een toestel van Onur Air, dat was opgestegen van Antalya een noodlanding maken op datzelfde vliegveld. Passagiers meldden dat kort nadat het toestel was opgestegen een luid geluid hoorbaar was en dat het vliegtuig begon te dalen. De piloot dumpte de brandstof en kon veilig landen. Niemand raakte gewond. Aan boord waren 166 passagiers, de meeste Nederlandse toeristen.
- Op 20 april 2012 moest een Airbus A320 een noodlanding maken op Luchthaven Helsinki-Vantaa tijdens een vlucht van Pori naar Turku, wegens technische problemen. De landing verliep goed, maar het vliegtuig kwam op een kruispunt van twee banen tot stilstand, omdat het niet meer de kracht had om zelf vooruit te komen. Het duurde 10 minuten voor het toestel was weggesleept. Hierdoor ontstond er op Helsinki-Vantaa een opstopping van aankomende en vertrekkende vliegtuigen, mede doordat er aan een andere baan onderhoud werd gepleegd.

De vluchten van en naar Nederland worden vooral uitgevoerd met de Airbus A320 en de Airbus A321.
Onur Air ontving in 2005 de "Operational Excellence Award" van vliegtuigfabrikant Airbus. Deze prijs wordt gegeven aan maatschappijen die zich "onderscheiden door een hoge kwaliteit en uitstekend onderhoud".
Onur Air heeft een paar verouderde toestellen van het type Airbus A300 uit de vloot genomen en vervangen door het type Airbus A330. Deze zijn geleverd in 2009 en 2010.